# Dolgi hrbet
Il Dolgi hrbet con 2.473  m s.l.m. è una cima delle Alpi di Kamnik e della Savinja.

## Descrizione
La vette è situata nel comune di Jezersko.

## Ascensioni
- Jezersko – rifugio Češka koča – sella Mlinarsko sedlo – Dolgi hrbet (4,45 ore)